# Distrito de San Juan de Tantaranche

Provincia de Huarochirí en el Departamento de Lima, Perú

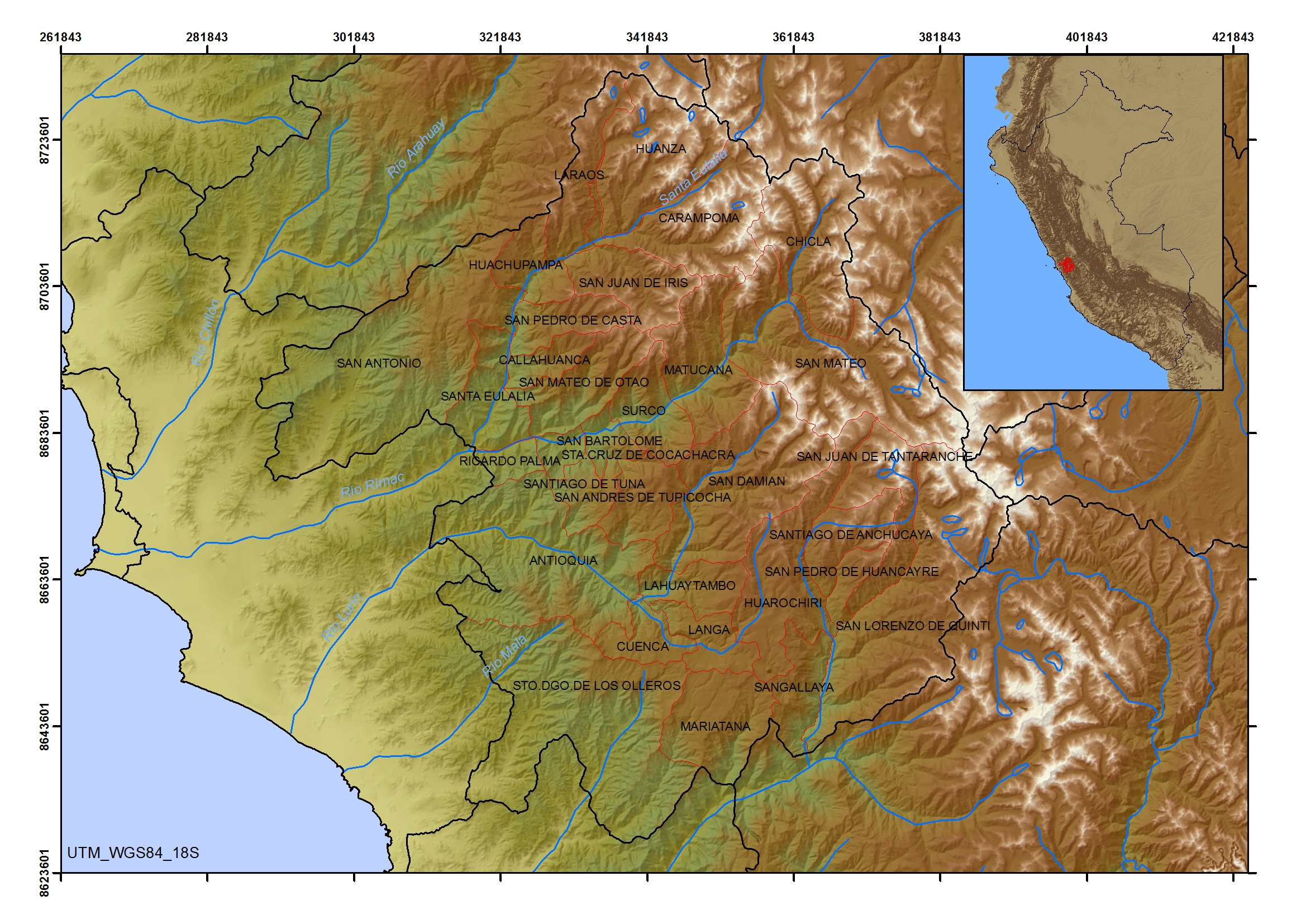
Distritos de la Provincia de Huarochirí

El Distrito de San Juan de Tantaranche es uno de los treinta y dos distritos de la Provincia de Huarochirí, ubicada en el Departamento de Lima, bajo la administración del Gobierno Regional de Lima-Provincias.
Dentro de la división eclesiástica de la Iglesia Católica del Perú, pertenece a la Prelatura de Yauyos.
Desde su centro poblado se inicia una de las rutas de peregrinación al Apu Pariacaca, que permite recorrer lagunas del altiplano y caminos construidos durante el Imperio Incaico.

## Historia
El distrito fue creado mediante Ley N° 14027 del 16 de febrero de 1962, en el segundo gobierno del Presidente Manuel Prado Ugarteche.

## Geografía
Abarca una superficie de 137,16 km², una altitud de 3 436 m s. n. m. y se encuentra al noreste del distrito de Huarochirí.

## Autoridades

### Municipales
- 2015 - 2018[2]
  - Alcalde: [[]], Movimiento Concertación para el Desarrollo Regional (CDR).
  - Regidores: Víctor Andrés Ynacio Mauricio (CDR), Elías Asisculo Eguavil Romero (CDR), Valente Anival Inacio Ignacio (CDR), (CDR), Marcos Lorenzo Inacio Mauricio (Patria Joven).
- 2011 - 2014[3]
  - Alcalde: Nolberto Villa Huaringa, Colectivo Ciudadano Confianza Perú (CCCP).[4]
  - Regidores: Marcos Lorenzo Inacio Mauricio (CCCP), Elizabeth Paulina Inacio Casas (CCCP), Magaly Lucy Reyes Armas (CCCP), Hugo Rubén Pomalazo Inacio (CCCP), David Ronald Pomajulca Huayre (Acción Popular).
- 2007 - 2010[5]
  - Alcalde: Nolberto Villa Huaringa, Partido Nacionalista Peruano.
- 2003 - 2006
  - Alcalde: Ferrer Rafael Casias Villa, Alianza electoral Unidad Nacional.
- 1999 - 2002
  - Alcalde: Juan Edgardo Villa Arana, Alianza Izquierda Unida.
- 1996 - 1998
  - Alcalde: Juan Edgardo Villa Arana, Lista independiente N.º 9 Izquierda Unida.
- 1993 - 1995
  - Alcalde: Fermín David Mendoza Huaringa, Movimiento Independiente Alternativa Huarochirana.
- 1990 - 1992
  - Alcalde: Antonio Erasmo Quispillay Paico, Alianza Izquierda Unida.
- 1987 - 1989
  - Alcalde: Genaro Huaringa Fernández, Partido Aprista Peruano.
- 1984 - 1986
  - Alcalde: Antonio Erasmo Quispillay Paico, Partido Popular Cristiano.
- 1981 - 1983
  - Alcalde: Máximo H. Rojas Quispillay, Partido Aprista Peruano.
  - Alcalde, Saturnino Flores Quispilay
  - Alcalde, Moisés Cajahuaringa Rojas
  - Alcalde 1963, Juan Casias Macavilca , Coalición APRA-UNO**REGIDORES , Jorge Cajahuaringa Quispilay (Coalición APRA-UNO), Saturnino Huamanyauri Chuquiarqui (Coalición APRA-UNO), Zenobio Huaringa Saavedra (Coalición APRA-UNO), Saturnino Flores Quispilaya (Alianza Acción Popular-Democracia Cristiana).

### Policiales
- Comisaría de San Juan de Tantaranche
  - Comisario: Mayor PNP.[6]

### Religiosas
- Prelatura de Yauyos[7]
  - Obispo Prelado: Mons. Ricardo García García.
- Parroquia Nuestra Señora de la Asunción[8]
  - Párroco: Pbro. Artemio Quispe Huamán.
  - Vicario parroquial: Pbro. José Carpio Urquizo.

## Educación

### Instituciones educativas
- IEPI. San Juan Butista Precursor N.º 20653 Ugel N.º 15 Huarochiri

## Festividades
Festividad principal 24 de junio, organizado por la Comunidad Campesina de San Juan de Tantaranche.
El 2 de febrero, Virgen de la Candelaria, organizado por la Parcialidad de Huancanana.